# آنتی-فدرالیسم

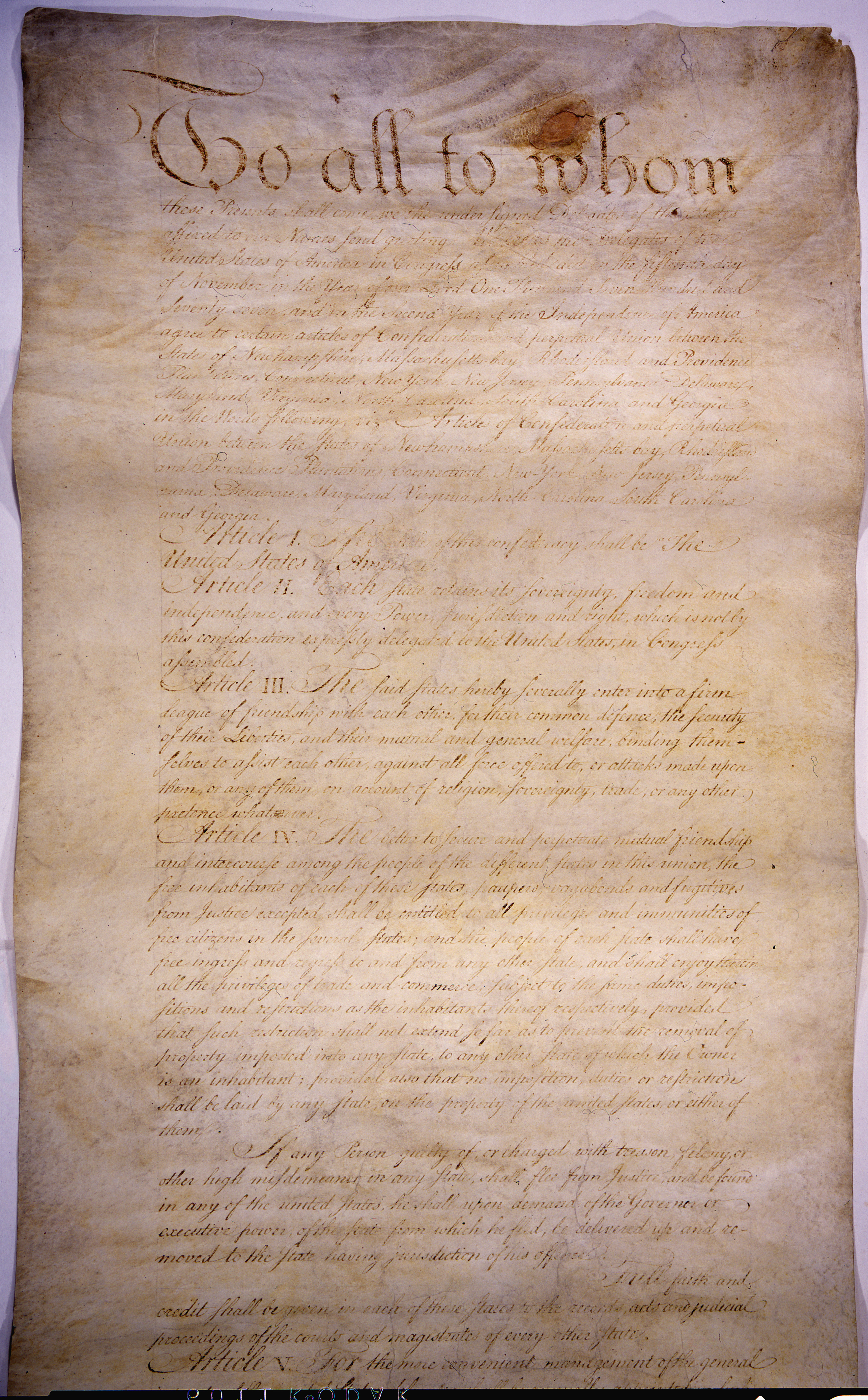
اساسنامه کنفدراسیون، سلف قانون اساسی ایالات متحده و تهیه شده از اصول ضد فدرالیستی

ضد فدرالیسم جنبشی در اواخر قرن ۱۸ بود که مخالف ایجاد یک دولت فدرال قوی تر در ایالات متحده بود و بعداً با تصویب قانون اساسی ۱۷۸۷ مخالفت کرد. قانون اساسی قبلی، موسم به اصول کنفدراسیون و اتحادیه همیشگی، به دولت‌های ایالتی اختیار بیشتری می‌داد. ضد فدرالیستها به رهبری پاتریک هنری از ویرجینیا، و دیگران، نگران بودند که جایگاه رئیس‌جمهور، که آن زمان تازگی داشت، ممکن است به سلطنت تبدیل شود. اگرچه قانون اساسی تصویب شد و مقالات کنفدراسیون به آن الحاق شد، اما اثرگذاری ضد فدرالیستی به تصویب منشور حقوق ایالات متحده کمک کرد.   

## اصول اصلی
- آنها معتقد بودند قانون اساسی به یک منشور حقوق نیاز دارد.
- آنها معتقد بودند قانون اساسی ریاست جمهوری را چنان قدرتمند ساخته‌است که تبدیل به یک سلطنت می‌شود.
- آنها معتقد بودند که قانون اساسی به دادگاه خیلی کم پرداخته و یک قوه قضاییه خارج از کنترل ایجاد می‌کند.
- آنها معتقد بودند که دولت ملی خیلی دور از مردم خواهد بود و بنابراین به نیازهای محلی پاسخگو نیستند.
- آنها معتقد بودند که قانون اساسی، حداقل تا حدی، قدرت ایالات را از بین خواهد برد.[۱]